# Leprea verrucosa
Leprea verrucosa är en ringmaskart som beskrevs av Maurice Caullery 1944. Leprea verrucosa ingår i släktet Leprea och familjen Terebellidae. Inga underarter finns listade i Catalogue of Life.